# Rafle du Château de Vaux-Esvres sur Indre
 (mars 2024).
Améliorez-le ou discutez des points à vérifier. 
 (février 2024).
La rafle du Château de Vaux est une action contre un groupe de résistance dans l'Indre-et-Loire en juillet-août 1944.

## Résumé
Le débarquement des troupes anglaises et américaines vient d’avoir lieu en juin 1944.
Du 30 juillet au 3 août 1944, le groupe des résistants d’Esvres-sur-Indre, qui a reçu des armes parachutées, destinées à ralentir la progression de l’armée hitlérienne, est anéanti presque en totalité.
Plus de trente résistant(e)s sont attirés dans un piège mis en place par la Gestapo et la Milice avec l’aide active d’un membre du groupe qui a trahi, l’épicier Petitclair, du domestique indochinois du château Phan Bang et de quelques comparses. Utilisant des prétextes divers, les policiers nazis attirent un à un les résistants à la ferme de Vaux où une partie des armes est cachée.
Les deux traitres seront jugés et condamnés à mort par la Justice le 29 juin 1945. Phan Bang sera lapidé à mort sur les marches du Palais de Justice de Tours. Petitclair sera gracié et mourra en prison à Fontevraud le 21 août 1946.
Les résistants ont été torturés durant des jours au point de devenir des « loques sanglantes » dira un témoin. Le 9 août, avant de s’enfuir, la Gestapo a assassiné neuf d’entre eux et les a abandonnés dans un trou de bombe à Parçay-Meslay. Les quatorze autres ont été chargés dans le dernier convoi partant vers les camps nazis de travail et d’extermination où ils connaîtront une terrible agonie.
La libération de Tours a lieu à la fin de ce même mois d’aout.

## Les circonstances du drame

### Le domaine de Vaux et ses résidents
Le domaine du château de Vaux est devenu aujourd’hui une exploitation agricole. Il est situé sur le coteau qui borde l’Indre sur la route départementale qui va d’Esvres à Veigné puis à Montbazon. Ce domaine est accessible par la vallée de l’Indre mais aussi par le plateau qui la surplombe.
Pendant la guerre, il était la propriété résidentielle du fils du célèbre parfumeur français François Coty fondateur d’une des ligues qui structuraient une partie de la vie politique des années trente. Roland Coty, le propriétaire, n’y habitait pas toute l’année mais sa maîtresse Mireille-Edmée Jobineau (dite Hélène) y résidait avec des domestiques dont l’indochinois Phan Bang, qui jouera un rôle important dans le piège mis en place par la Gestapo et la Milice.
Le domaine est constitué de plusieurs bâtiments, certains à usage d’habitation, d’autres à usage agricole. Dans les années 1940, les religieuses du sanatorium de la Croix Montoire, basé à Saint-Symphorien, se sont repliées à Vaux pour fuir les bombardements autour de la base aérienne. Elles résident là avec leurs malades soignés pour la tuberculose.  Elles seront les témoins passifs des évènements.
Dans un autre bâtiment, vit le régisseur de la propriété qui ne sera jamais inquiété, ni par la Gestapo, ni lors du procès de 1945. Au contraire, l’ouvrier agricole qui travaille sur le domaine sera une des premières victimes de la rafle avec sa femme et ses enfants.

### Ce que représente Vaux pour le groupe de résistants
Créé par Joseph Bourreau, lieutenant au 32 RI pendant la guerre puis officier de réserve n’ayant jamais accepté la défaite de 1940, le groupe de résistants d’Esvres, était constitué d’hommes et de femmes organisés collectivement dans le but de libérer la France de l’occupant. Il comprenait quelques militants communistes dont André Varvoux, mais le rattachement aux FTP du groupe d’Esvres a été fait arbitrairement après la guerre sur la foi de témoins indirects.
Ce groupe venait, une fois de plus, de recevoir de Londres des armes et des explosifs, parachutés pendant la nuit et dans la plus grande discrétion sur la commune d’Athée-sur-Cher (13 tonnes). Il avait choisi les caves du bâtiment agricole de Vaux pour en cacher une partie. La possibilité d’un double accès à la propriété leur apparaissait sans doute comme un gage de sécurité s’ils devaient fuir. Ces armes devaient leur permettre de saboter les voies ferrées pour ralentir, voire interdire, les mouvements de l’armée ennemie convergeant vers l’ouest de la France où le débarquement allié avait eu lieu.

### La mise en place du piège
Il est certain que le groupe d’Esvres était depuis longtemps surveillé de près par la Gestapo assistée par la Milice mais, jusque-là, les résistants avaient réussi à échapper à leurs investigations.
C’est la trahison d’un membre du groupe qui va permettre la mise en place du piège. Petitclair, réfugié venu de la région parisienne et installé à Esvres comme épicier, a été désigné comme le coupable essentiel au cours du procès qui a eu lieu au Palais de Justice de Tours en 1945.  Mais il n’a pas été le seul à intervenir : les complices ont été : le domestique vietnamien Phan Bang, la femme de l’épicier, son employée et d’autres d’importance secondaire. Arrêté par la Gestapo de Tours et conduit dans ses locaux à l’angle des rues George Sand et Victor Hugo, il en ressort sans avoir subi aucune torture et en ayant laissé aux policiers nazis une liste quasi complète de son groupe. Cette liste sera retrouvée, après la rafle, oubliée sur un lit, à l’intérieur du Château de Vaux. Les véritables motivations du traître restent obscures.
Il est certain que l’adresse de la cache d’armes avait aussi été livrée puisque les gestapistes et les miliciens vont, en toute discrétion, s’installer dans la ferme dans la nuit du samedi au dimanche après avoir arrêté l’ouvrier agricole et sa famille qui habitaient là. Le guet-apens était en place pour piéger un à un tous les membres du groupe en les attirant à Vaux. Plusieurs mensonges furent utilisés mais la présence d’un officier anglais recherchant de l’aide a été le plus fréquent. L’un des gestapistes, parfaitement bilingue, jouant le rôle de l’officier.
Du 4 au 8 août, dans ses locaux de la rue George Sand à Tours la Gestapo et la Milice cherchent à obtenir des renseignements par les tortures les plus cruelles.
Certains prisonniers sont ensuite conduits à la prison, rue Henri Martin, puis enfermés dans les wagons prévus pour le transport du bétail. Ils partent le 10, par le dernier convoi, vers l’Allemagne et les camps de travail nazis où les mauvais traitements, le manque de nourriture et d’hygiène, les travaux épuisants, la brutalité des gardiens conduiront la plupart d’entre eux à la mort.
À Tours, le 9 août, en fin d’après-midi, la Gestapo, dans l’affolement de la défaite qui s’annonce, vide ses cachots. Les prisonniers restants sont chargés dans un camion. Via l’avenue de la Tranchée, le camion arrive à la base aérienne de Parçay-Meslay. Les gestapistes assassinent les résistants d’une balle dans la nuque et les jettent en vrac dans un trou de bombe où les corps seront retrouvés après la Libération.

## Analyse du traumatisme collectif pour le village d’Esvres sur Indre et ses environs au moment des faits
En 1944, Esvres n’est qu’un gros village rural. Au recensement de 1936, pris en référence puisqu’aucun recensement n’a eu lieu pendant la guerre, il compte 1 600 habitants répartis à égalité entre le bourg et les hameaux. Le nombre de personnes piégées représente une fraction importante de la population adulte du village.
La commune est déjà été meurtrie en janvier 1944 par l’arrestation et la déportation de son maire Auguste Noyant et de son curé Georges Lhermitte, résistant de la première heure, unanimement respecté. L’arrestation de plus de 30 personnes sur son territoire la même année constitue donc un véritable séisme.  D’autant plus que ce groupe de résistants est représentatif de la population dans toute sa diversité sociale ; il rassemble des personnes de toutes opinions, religieuse ou politique, des femmes comme des hommes. Tous les milieux sont touchés : paysans, artisans, ouvriers, étudiants, commerçants, fonctionnaires, etc.
Ce traumatisme profond s’est prolongé jusqu’à la mise en place du procès organisé après la Libération et bien au-delà. Le procès s’est terminé par deux condamnations à mort, celle de Petitclair et celle de Phan Bang. À la sortie des condamnés la foule se déchaîne sur le vietnamien et le tue par lapidation sur les marches du Palais de justice de Tours. Cela témoigne de la violence des passions suscitées par ce drame dont bien des aspects restent encore obscurs. En ce qui concerne Petitclair, après avoir bénéficié d’une grâce gouvernementale, il mourra à la prison de Fontevraud le 21 août 1946 et l’analyse du courrier échangé avec son épouse n’a pas été faite.
Cette tragédie est d’autant plus brutale et cruelle qu’elle se produit quelques jours avant la libération de la Touraine. Alors que la liesse est générale, Esvres pleure ses morts et ses disparus, les déportés, dont on ne saura absolument rien pendant de longs mois.
Certains résistants passèrent entre les mailles de ce filet diabolique comme Emile Chastenet, de son fils Jean (âgé de 17 ans en 44) et d’autres combattants de l’ombre, ceux des réseaux dormants, contactés et prêts à passer à l’action en cas de besoin. Ils sont la preuve qu’aucun résistant du groupe n’a parlé sous la torture, même ceux qui savaient tout. Ces survivants, traumatisés par le drame, préfèreront rester dans l’anonymat après la guerre, quand tant de « résistants de la dernière heure » se mettaient en avant, laissant ainsi s’accréditer bien des inexactitudes, en particulier le rattachement du groupe d’Esvres aux FTP.